# Pisco sour

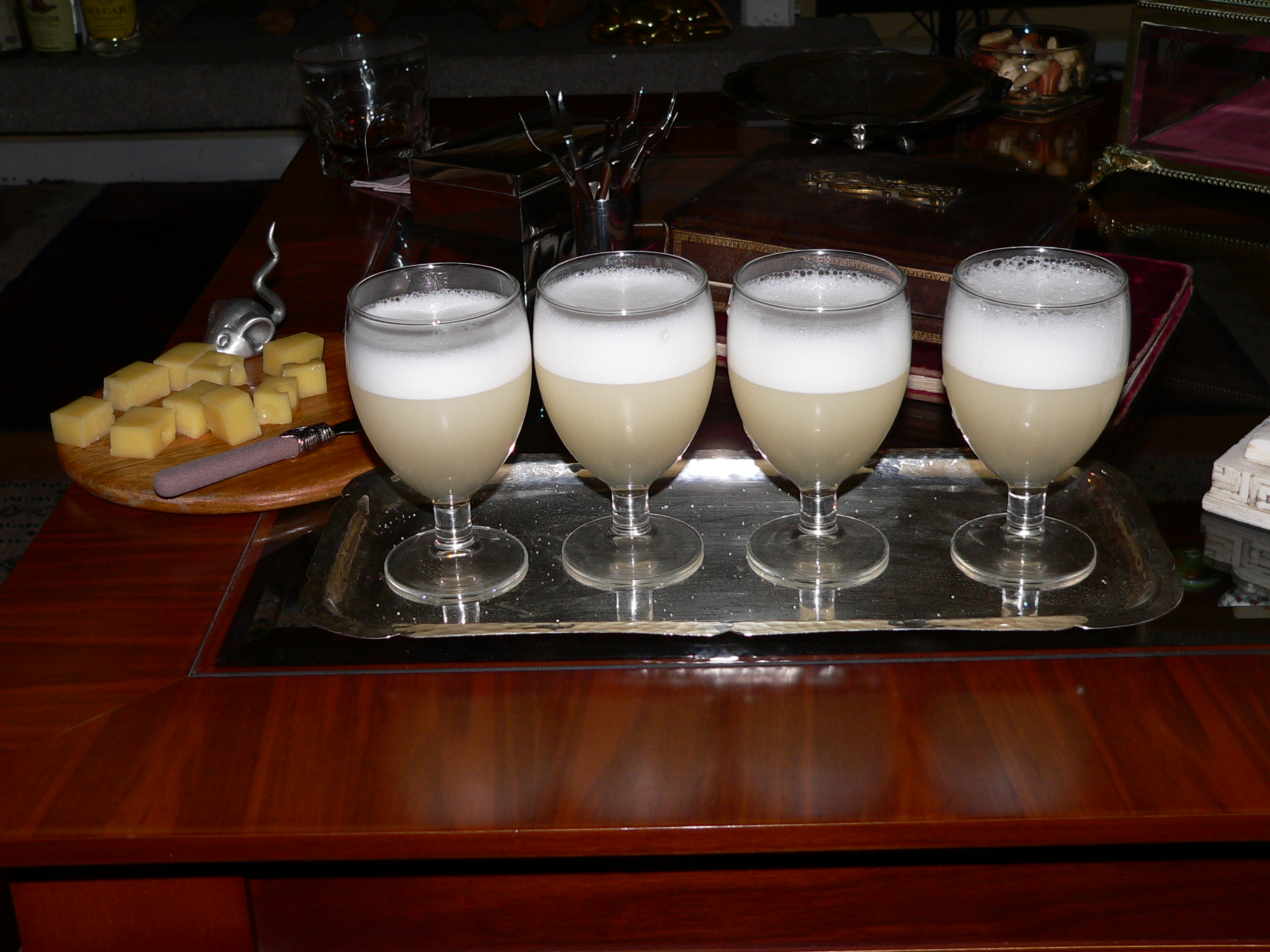
Vier glazen pisco sour

Een pisco sour is een cocktail van Zuid-Amerikaanse origine. Zowel in Peru als in Chili beweert men dat deze cocktail uit hun land stamt.
De cocktail is een mengsel van pisco (een sterke lokale drank) gemengd met citroen- of limoensap met daarbovenop een laagje geklopt eiwit. Hier wordt vervolgens rietsuikerstroop en klein bittertje bij gegoten. Soms worden er ijsblokjes aan toegevoegd.
De pisco sour kent een aantal varianten zoals de Mango sour, met mangosap, en de Sour de campo waaraan gember en honing is toegevoegd, in plaats van stroop en het bittertje.